# Ликеон
Ли́кеон (греч. Λύκαιο, ή Λυκαίο) — горный хребет в Греции, в центральной части полуострова Пелопоннес, на границе периферийных единиц Аркадия и Месиния, в 15 километрах к западу от города Мегалополис. Простирается от левого берега реки Алфиос до побережья залива Кипарисиакос Ионического моря. Местные жители называют хребет Диафо́рти (Διαφόρτι). Высшая точка — Стефани (Στεφάνι) или Профитис-Илиас (Προφήτης Ηλίας) высотой 1421 м над уровнем моря.
Ликеон является северной частью массива Тайгет, который простирается от побережья залива Кипарисиакос Ионического моря до полуострова Мани и достигает высоты 2407 метров над уровнем моря. Хребет состоит из глубоководных морских отложений, относящихся к меловому периоду и принадлежащих группе Пинд. Гора состоит из песчаника, сланца и известняка. Почвы на вершине похожи на терра роса, красные средиземноморские почвы, характерные для известняковых местностей, хорошо впитывающие и удерживающие влагу. Толщина этой почвы на склонах 30—50 сантиметров, в углублениях — до 1 метра.

## История
В античной географии горная цепь известна как Ликей (др.-греч. Λύκαιον, лат. Lycaeus). Ликей со святилищем Зевса Ликейского, главным местом почитания аркадского Зевса находился в юго-западной части древней Аркадии, на границе с Мессенией и Элидой. Некоторые аркадяне называли гору Олимпом. Вершина горы Ликей именовалась «Священной». Аркадяне утверждали, что место Кретея (Κρητέα) в области Паррасия на горе Ликей — это и есть тот самый Крит, где родился и воспитался Зевс. Зевса воспитали три нимфы: Фейсоя, Неда и Гагно. Эта мифологическая традиция упоминается в гимне «К Зевсу» Каллимаха, написанного в честь Птолемея II Филадельфа. Имена нимф получили город Фейсоя на северном склоне Ликея, река Неда, которая берёт начало на Ликее, и источник Гагно (Αγνώ) на Ликее, который славился тем, что в нём зимой и летом текло одинаковое количество воды. Чтобы прогнать засуху, жрец Зевса Ликейского бросал в воду дубовую ветвь, вызывая таким образом дождь.
По Гигину святилище построил Пеласг, сын Триопа. По Павсанию царь Ликаон основал город Ликосура на южном склоне горы Ликей, дал Зевсу эпитет Ликейского и учредил Ликейские игры (Ликеи, Λύκαια). Первоначальное значение эпитета «ликейский» (Λυκαῖος, Lycaean) было «подающий свет» от λύκη, лат. lux «свет». Впоследствии произошла ассимиляция со словом λύκος «волк».
По Павсанию на Ликее было святилище Пана, гипподром и стадион, где совершались Ликейские игры. Праздник Ликии соответствовал Луперкалиям. На вершине Ликея находился теменос, куда людям вход был воспрещён. В запретном месте отсутствовала тень у животных или людей, а нарушившие запрет умирали в течение года.
Внутри теменоса находился жертвенник Зевса Ликейского, который представлял собой земляной курган и с которого был виден почити весь Пелопоннес. Перед жертвенником на восточном склоне Ликея стояли две колонны, а на них позолоченные орлы, сделанные в очень древние времена. На жертвенники приносили тайные жертвы Зевсу.
На восточном склоне Ликея находилось святилище Аполлона Паррасийского или Пифийского. К юго-западу от горы находились храм Аполлона в Бассах и Фигалия, которые были видны с вершины Ликея.

## Человеческие жертвоприношения
В диалоге «Государство» Платона обсуждается сказание, которое передают относительно святилища Зевса Ликейского. По преданию те, кто при человеческом жертвоприношении отведал мяса жертвы превращаются в волка. По Павсанию царь Ликаон был обращён в волка за то, что принёс в жертву Зевсу младенца, и «во времена Ликаона при жертвоприношении в честь Зевса всегда кто-нибудь из человека превращался в волка». О приношении на Ликее в жертву мальчиков и превращении в волков людей, отведавших жертву, сообщает также блаженный Аврелий Августин со ссылкой на энциклопедиста Варрона.

## Археология
В районе святилища Зевса Ликейского систематические раскопки провёл Константинос Куруньотис в период 1902—1904 гг. Небольшие исследования были проведены в 1897 году К. Кондопулосом (Κ. Κοντόπουλος) в районе гипподрома и у жертвенника на вершине. Здесь было найдено много черепков, среди них — миниатюрные вотивные сосуды, а также светильники, монеты, металлические изделия, причём самый ранний материал относится к VII веку до н. э.
Раскопки нижней и верхней части святилища Зевса Ликейского на Ликеоне проведены в 2007—2010 гг. группой археологов из Греции и США при поддержке Музея археологии и антропологии Пенсильванского университета, Аризонского университета и Греческой археологической службы под эгидой Американской школы классических исследований в Афинах.
Гора Ликеон привлекала паломников, атлетов и представителей греческих городов не только из Аркадии, но и со всей Греции, с архаического до эллинистического периода (VII—III вв. до н. э.). Аркадская надпись упоминает Лага, сына Птолемея I Сотера и Таис, победителя в состязании колесниц на Ликейских играх 308/307 г. до н. э.
Найденные черепки относятся к 3000—1200 гг. до н. э., миниатюрные вазы (более полусотни киликов), миниатюрные бронзовые треножники и кольца, железные клинки и вертела, а также серебряные монеты — от геометрического до эллинистического периода (XI—I вв. до н. э.). Обнаружена печать с изображением быка из горного хрусталя, относящаяся к позднеэлладскому периоду (XV—XIV вв. до н. э.)
Нижняя часть святилища расположена на высоте 1182—1198 метров над уровнем моря на ровной площадке на восточном склоне горы. В нижней части святилища расположены гипподром на площадке, называемой местными жителями Като-Камбос (Κάτω Κάμπος), баня, стоя, гостевой дом и фонтан, которые использовались для проведения Ликейских игр. Верхняя часть святилища расположена на южной, низкой вершине горы на высоте 1313—1382 метров над уровнем моря и включает теменос и жертвенник, посвященные Зевсу.

### Гостевой дом
Гостевой дом представлял собой большое прямоугольное здание конца IV века до н. э. размерами 38×20 метров с толстыми внешними стенами, построенными из известняковых блоков, выполненных полигональной кладкой и сохранившиеся на высоту до 2 метров. Здание вновь использовалось в христианское время. В одной из комнат на полу обнаружены два каталога победителей Ликейских игр.

### Баня
В северной части гипподрома есть прямоугольная комната размерами 4,75×4,36 метров с двумя каменными бассейнами длиной 2,28, шириной 0,65 и высотой 0,45 метра, расположенными рядом и сообщающимися канавкой. К бассейнам проведён водопровод. Сохранился вход в комнату 1,75 метра в высоту. Рядом с комнатой находится большой бассейн.

### Гипподром или стадион
Павсаний сообщает о двух спортивных сооружениях — гипподроме и стадионе. Найдено одно, которое выполняло функции стадиона для спортивных соревнований, а иногда и гипподрома для скачек. Размеры площадки Като-Камбос составляет 350×120 метров, на ней сложно разместить стадион и гипподром, так как последний должен занимать всю длину, чтобы лошади могли развивать скорость.

### Дом фонтанов
Дом фонтанов находится немного выше и западнее гостевого дома. Это прямоугольная емкость размером 6,25×1,8 метров, состоит из двух уровней, размеры второго — 7×3,75 метров.

### Базы двух колонн
Павсаний сообщает, что вход в теменос был между двух колонн. Раскопаны их базы на расстоянии 7 метров одна от другой, которые состоят из двух квадратных известняковых блоков, один большой снизу, со сторонами 1,45 метров и высотой 0,35 метров, и второй поменьше над ним, который был основанием колонны. Оба блока имеют углубления под верхний блок и колонну соответственно. От одной колонны сохранилась часть фуста, по которой можно судить, что обе колонны были дорического ордера с 20 каннелюрами каждая.
Обе колонны создавали один монументальный вход в теменос, между ними проходила древняя дорога от гипподрома. Павсаний сообщает о позолоченных орлах на колоннах, которые не были найдены. Современные ученые считают, что, возможно, оба орла, были перенесены в Мегалополь, в котором было святилище Зевса Ликейского. По Павсанию в святилище Зевса Ликейского в Мегалополе были два орла и мраморная статуя Пана.
Рядом с базами были найдены несколько пьедесталов статуй, а также различные мелкие предметы, среди которых выделяется небольшая бронзовая статуэтка Гермеса-пастуха высотой 12,5 сантиметров. Гермес одет в короткий хитон, а сверху гиматий, которые застегнут на шее. На голове высокая коническая шляпа, на ногах — крылатые сандалии. Датируется около 480 года до н. э.

### Перибол
Святилище Зевса Ликейского было окружено периболом. Перибол был обнаружен Константиносом Куруньотисом, затем утерян. При возобновлении раскопок вновь найден. Сохранился не менее 120 метров в длину и состоит из довольно крупных камней. Некоторые части перибола покрыты почвой или растительностью.

### Стоя
Чуть выше, на расстоянии 45 метров к юго-западу от гипподрома была найдена стоя, сохранившаяся на длину 70 метров и ширину 11 метров. Первоначальная её длина была больше, до того, как часть восточной стороны обрушилась вниз по склону. Задняя сторона сохранилась на высоту до 3 метров и состоит из ряда больших колонн, на которые установлен один горизонтальный слой каменных блоков, которые слегка выступают. Из торцов сохранился только западный длиной 8 метров. Внутри стои найдены византийские монеты Юстиниана I и Юстина II (VI век), а также несколько христианских могил. Конная статуя перед стоей позволяет предположить, что стоя использовалась для размещения статуй.

### Зольно-земляной жертвенник
Жертвенник Зевса Ликейского покрывает полностью вершину горы, имеет коническую форму, его диаметр составляет 30 метров (706 м²). Жертвенник состоит из камней, земли, костей, золы и пепла жертвенных животных и древесного угля. Пепел и зола относятся ко времени, начиная с микенского периода (XVI—XII до н. э.). Интенсивное ритуальное сжигание жертвенных животных происходило с протогеометрического по классический периоды (X—IV до н. э.). Зольный жертвенник на Ликеоне — один из крупнейших в мире. То, что гора посвящена Зевсу известно из античных источников и иконографических изображений бога на монетах и фигурках, найденных на горе. Одно из них, бронзовая статуэтка VII века до н. э. является одним из древнейших изображений Зевса.
Внутри жертвенника найдены серебряные монеты, среди них — эгинские с черепахой, маленькие бронзовые статуэтки Зевса. Жертвенными животными были овцы, свиньи, быки и козлы, а также птицы.
Летом 2016 года при раскопках в зольном жертвеннике обнаружено захоронение юноши позднемикенского периода (XI век до н. э.) Человеческие останки уложены между двух параллельных рядов камней по оси восток — запад, таз погребенного закрыт камнями, крышка черепа отсутствует.
Зольно-земляной жертвенник был создан на плоской круглой площадке на вершине диаметром около 50 метров.
С вершины жертвенника открывается вид на почти весь Пелопоннес. На севере видны горы Эримантос и Килини, на востоке — исток Алфиоса, на юго-востоке — Парнон и Тайгет, на юге — Месиния, море и Итоми, на западе — Неда и храм Аполлона в Бассах, на северо-западе — Элида и Ионическое море.